# 6790 Pingouin
A 6790 Pingouin (ideiglenes jelöléssel 1991 SF1) a Naprendszer kisbolygóövében található aszteroida. Satoru Otomo fedezte fel 1991. szeptember 28-án.